# Diamanda Galás

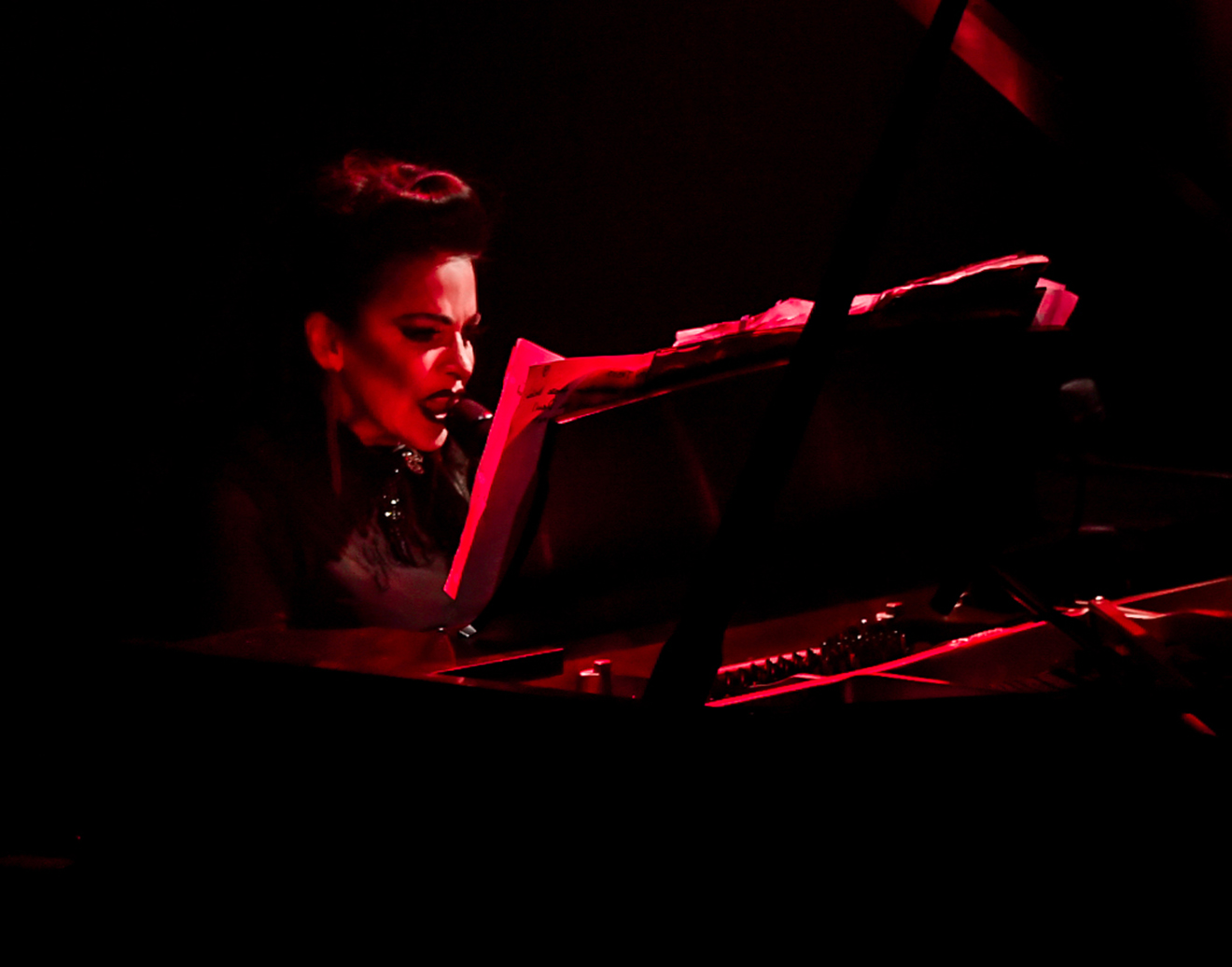
Diamanda Galás bei einem Auftritt in der Thalia Hall, Chicago 2016

Diamanda Galás (* 29. August 1955 in San Diego, Kalifornien) ist eine US-amerikanische Avantgarde-Performancekünstlerin, Sängerin und Komponistin.

## Leben
Galás stammt aus einem griechisch-orthodoxen Elternhaus. Ihr Vater war ebenfalls Musiker. So erfuhr sie schon früh die Förderung ihres musikalischen Talents und trat gemeinsam mit ihrem Vater auf. Heute lebt sie in New York.
Während ihrer Karriere arbeitete Galás unter anderem mit den Avantgarde-Komponisten Iannis Xenakis und Vinko Globokar zusammen. Globokar gab ihr die Hauptrolle in seiner Oper Un jour comme un autre, die den Tod einer türkischen Frau durch Folter schildert. Dieses Werk wurde von Amnesty International finanziell gefördert.
In ihr Schaffenszentrum rückte ab Mitte der 80er Jahre die AIDS-Epidemie, die viele ihrer Freunde betraf und an welcher 1986 ihr Bruder verstarb. Zwischen 1986 und 1988 schuf sie mit The Divine Punishment, Saint of the Pit und You Must Be Certain of the Devil ihre Masque of the Red Death genannte Trilogie, welche sich mit dem Leid und dem Sterben von AIDS-Kranken beschäftigt. In jenen Jahren schloss sie sich dem Aktionsbündnis Act Up an und nahm an dessen Aktionen teil. Sie wirkte in Rosa von Praunheims Film Positiv (1990) mit, der vom Umgang der homosexuellen Community und ihrer Aktivisten mit HIV/AIDS in New York City handelt, die für Aufklärung und für die Rechte von Infizierten und Erkrankten kämpfen.
Ihre „dämonisch“ wirkende, annähernd vier Oktaven umfassende Stimme wurde in den 90er Jahren gern in Kinofilmen verwendet. So ist sie in Francis Ford Coppolas Dracula-Verfilmung Bram Stoker’s Dracula zu hören. Ebenso in Clive Barkers Lord of Illusions und in Oliver Stones Film Natural Born Killers.
2003 griff sie mit ihrem Werk Defixiones: Will and Testament den türkischen Genozid an anatolischen Griechen, Armeniern und Assyrern auf. Sie ist eine vehemente Gegnerin der Todesstrafe. 2005 wurde Diamanda Galás der italienische Demetrio Stratos International Award for Musical Experimentation in der Rubrik „Karriere“ verliehen. 2010 wirkte sie auf dem Album Aealo der griechischen Metal-Band Rotting Christ mit, auf dem sie den Gesang zum Diamanda-Galás-Cover Orders from the Dead beisteuerte.
2011 veröffentlichte Galás ihren Experimentalfilm Schrei 27, den sie gemeinsam mit dem italienischen Filmemacher Davide Pepe gedreht hat. Der Film basiert auf ihrer Arbeit Schrei X und behandelt das Leiden des Individuums, wenn es von staatlicher Macht gefoltert wird. Ebenfalls 2011 arbeitete sie mit dem in Italien lebenden russischen Künstler Vladislav Shabalin für die Lautinstallation Aquarium zusammen. Diese wurde zwischen dem 12. und 19. Juni 2011 in der Leonhardskirche in Basel vorgestellt. Das Projekt wurde inspiriert von der Ölpest im Golf von Mexiko 2010.

## Diskografie
- 1982: The Litanies of Satan (Studioalbum)
- 1984: Diamanda Galas (Studioalbum)
- 1986: The Divine Punishment (Studioalbum)
- 1986: Saint of the Pit (Studioalbum)
- 1988: You Must Be Certain of the Devil (Studioalbum)
- 1988: Masque of the Red Death (Anthologie der drei vorangegangenen Alben als Doppel-CD)
- 1991: Plague Mass (Livealbum)
- 1992: The Singer (Studioalbum)
- 1993: Vena Cava (Livealbum)
- 1994: The Sporting Life (Studioalbum mit John Paul Jones)
- 1996: Schrei X (Livealbum)
- 1998: Malediction and Prayer (Livealbum)
- 2003: La serpenta canta (Livealbum)
- 2003: Defixiones: Will and Testament (Studioalbum)
- 2008: Guilty Guilty Guilty (Livealbum)
- 2017: At Saint Thomas the Apostle Harlem (Livealbum)
- 2017: All the Way (Studioalbum)
- 2020: De-formation – Piano Variations: Das Fieberspital (The Fever Hospital) (Studioalbum)
- 2022: Broken Gargoyles (Studioalbum)